# Basen Szwabsko-Frankoński
Basen Szwabsko-Frankoński, także Progi Szwabsko-Frankońskie (niem. Südwestdeutsches Stufenland) – duży region fizycznogeograficzny na południu Niemiec, obejmujący większość landu Badenia-Wirtembergia oraz bawarskiej Frankonii, a także fragmentarycznie wchodzący na terytorium Szwajcarii. 
W skład Basenu wchodzą:
Wyżyna Meńsko-Neckarska rozdzielana w geografii niemieckiej na Szwabską Wyżynę Kajper-Lias (Schwäbisches Keuper-Lias-Land), Frankońską Wyżynę Kajper-Lias (Fränkisches Keuper-Lias-Land), Płytę Dolnofrankońską (Mainfränkische Platten), Płytę Neckarsko-Tauberską (Neckar- und Tauber-Gäuplatten).
Jura Szwabska (Schwäbische Alb)
Jura Frankońska (Fränkische Alb)
Góry Hesko-Frankońskie (Hessisch-Fränkisches Bergland lub Odenwald, Spessart und Südrhön)
Schwarzwald
Wzgórza Górnopalatynacko-Górnomeńskie (Oberpfälzisch-Obermainisches Hügelland)
Dolina Górnego Renu (Hochrheingebiet)
Głównymi ośrodkami miejskimi Basenu są Stuttgart i Norymberga. W obrębie regionu znajduje się Park Narodowy Schwarzwaldu.
W popularnym w Polsce ujęciu zaproponowanym przez Jerzego Kondrackiego Wyżyna Meńsko-Neckarska, Jura Szwabska i Jura Frankońska tworzą podprowincję Wyżyn Południowoniemieckich, zaś Schwarzwald z Doliną Górnego Renu i Góry Hesko-Frankońskie wchodzą w skład podprowincji Nadrenia Górna.